# Denizlispor
A Denizlispor egy török sportegyesület, melynek székhelye Denizli városa. Az egyesület leginkább labdarúgó-szakosztályáról nevezetes, de van kézilabda-, kosárlabda-, asztalitenisz-, sakk és tornacsapata is. A klubot 1966-ban alapították a Çelik Yeşilspor Gençlik és a Pamukkale Gençlik ifjúsági csapatok összevonásával. Labdarúgó-csapata az első osztályban játszik.

## Jelenlegi játékosok
2020. szeptember 18-i állapotnak megfelelően.

| #  |     | Poszt | Név                                                      |
| -- | --- | ----- | -------------------------------------------------------- |
| 1  | TUR | K     | Hüseyin Altıntaş                                         |
| 2  | POR | V     | Tiago Lopes                                              |
| 3  | TUR | V     | Muhammet Özkal                                           |
| 4  | SER | V     | Neven Subotić                                            |
| 6  | GER | KP    | Marvin Bakalorz                                          |
| 7  | COL | CS    | Hugo Rodallega ()                                        |
| 8  | POL | KP    | Radosław Murawski                                        |
| 9  | MLI | CS    | Hadi Sacko                                               |
| 10 | MAR | KP    | Ismaïl Aissati                                           |
| 11 | BIH | CS    | Muris Mešanović (kölcsönben a Mladá Boleslav csapatától) |
| 13 | TUR | K     | Ali Eren Yalçın                                          |
| 15 | TUR | V     | Oğuz Yılmaz                                              |
| 16 | TUR | KP    | Asım Aksungur                                            |

| #  |     | Poszt | Név                    |
| -- | --- | ----- | ---------------------- |
| 19 | TUR | K     | Cenk Gönen             |
| 20 | TUR | KP    | Recep Niyaz            |
| 21 | MAR | V     | Zakarya Bergdich       |
| 22 | TUR | V     | Mustafa Yumlu          |
| 23 | TUR | V     | Sakıb Aytaç            |
| 28 | CHL | CS    | Ángelo Sagal           |
| 29 | ROM | K     | Costel Pantilimon      |
| 60 | TUR | V     | Özgür Çek              |
| 68 | ARG | KP    | Fede Varela            |
| 76 | TUR | V     | Özer Özdemir           |
| 88 | TUR | KP    | Alihan Kalkan          |
| 91 | BRA | V     | Fabiano                |
| 94 | TUR | KP    | Muhammed Eren Kıryolcu |

### Kölcsönben
| # |     | Poszt | Név                                                 |
| - | --- | ----- | --------------------------------------------------- |
|   | TUR | V     | Yunus Emre Karakaya (a Kızılcabölükspor csapatánál) |
|   | TUR | V     | Kadir Kurt (a Kızılcabölükspor csapatánál)          |

| # |     | Poszt | Név                                            |
| - | --- | ----- | ---------------------------------------------- |
|   | TUR | V     | Emre Sağlık (a Kızılcabölükspor csapatánál)    |
|   | TUR | V     | Murathan Sütçü (a Kızılcabölükspor csapatánál) |

## Eredmények
| Season  | Bajnokság | Poz | M  | GY | D  | V  | RG | KG | P  | Kupa | UEFA | UEFA   | Edző                        |
| ------- | --------- | --- | -- | -- | -- | -- | -- | -- | -- | ---- | ---- | ------ | --------------------------- |
| 1999/00 | TS        | 8   | 34 | 13 | 8  | 13 | 55 | 57 | 47 |      |      |        | Ersun Yanal                 |
| 2000/01 | TS        | 11  | 34 | 12 | 9  | 13 | 53 | 56 | 45 |      |      |        | Yilmaz Vural / Tevfik Lav   |
| 2001/02 | TS        | 5   | 34 | 12 | 12 | 10 | 65 | 52 | 48 |      | IK   | 1. kör | Riza Calimbay               |
| 2002/03 | TS        | 10  | 34 | 10 | 10 | 14 | 37 | 42 | 40 |      | UK   | 4. kör | Riza Calimbay / Giray Bulak |
| 2003/04 | TS        | 5   | 34 | 17 | 4  | 13 | 52 | 43 | 55 |      |      |        | Giray Bulak                 |
| 2004/05 | TS        | 6   | 34 | 13 | 10 | 11 | 46 | 45 | 49 |      |      |        | Giray Bulak                 |
| 2005/06 | TS        | 15  | 34 | 9  | 10 | 15 | 41 | 50 | 37 |      |      |        | Nurullah Saglam             |
| 2006/07 | TS        | 14  | 34 | 9  | 14 | 11 | 33 | 40 | 41 |      |      |        | Guvenc Kurtar               |
| 2007/08 | TS        | 7   | 34 | 13 | 6  | 15 | 48 | 48 | 45 |      |      |        | Guvenc Kurtar               |

2008. július 21-i adatok

TS = Turkcell Süper Lig; Poz. = pozíció; M = mérkőzések; GY = győzelmek; D = Döntetlen; V = vesztett; RG = rúgott gól; KG = kapott gól; P = pontszám

IK = Intertotó-kupa UK = UEFA-kupa; Kupa = Török labdarúgókupa.